# Geolycosa patellonigra
Geolycosa patellonigra är en spindelart som beskrevs av Wallace 1942. Geolycosa patellonigra ingår i släktet Geolycosa och familjen vargspindlar. Inga underarter finns listade i Catalogue of Life.